# Talking to the Sun
Talking to the Sun — восьмой студийный альбом американской певицы Эбби Линкольн, выпущенный в 1984 году на западногерманском лейбле Enja Records.

## Отзывы критиков
| Оценки критиков                            | Оценки критиков |
| Источник                                   | Оценка          |
| ------------------------------------------ | --------------- |
| AllMusic                                   | [ 1 ]           |
| The Encyclopedia of Popular Music          | [ 2 ]           |
| MusicHound Jazz: The Essential Album Guide | [ 3 ]           |
| The Rolling Stone Jazz Record Guide        | [ 4 ]           |
| The Rolling Stone Jazz & Blues Album Guide | [ 5 ]           |

Рецензент Stereo Review Крис Альбертсон заявил, что это довольно скучный сет и что он больше, чем какой-либо другой, раскрывает вокальные недостатки Линкольн.
Рон Уинн из AllMusic поставил альбому четыре звезды и отметил, что Линкольн поёт в сопровождении «нескольких лучших молодых львов».

## Список композиций
1. «The River» (Эбби Линкольн) — 4:57
2. «Whistling Away the Dark» (Джонни Мерсер, Генри Манчини) — 4:29
3. «Talking to the Sun» (Эбби Линкольн) — 5:44
4. «You and I» (Стиви Уандер) — 3:55
5. «People on the Street» (Эбби Линкольн) — 5:53
6. «You’re My Thrill» (Джей Горни, Синди Клэр) — 5:59
7. «Prelude (A Wedding Song)» (Эбби Линкольн, Эйтор Вила-Лобос) — 8:25

## Участники записи
- Альт-саксофон — Стив Коулман
- Бэк-вокал — Арлин Нокс, Бемши Ширер, Наима Уильямс
- Бас-гитара — Билли Джонсон
- Вокал — Эбби Линкольн
- Сведение — Зик Лунд
- Перкуссия — Джерри Гонсалес
- Продюсер — Хорст Вебер, Маттиас Винкельман
- Запись — Дэвид Бейкер
- Ударные — Марк Джонсон
- Фортепиано — Джеймс Вайдман

Сведения взяты из аннотации к альбому.